# Альбалатільйо

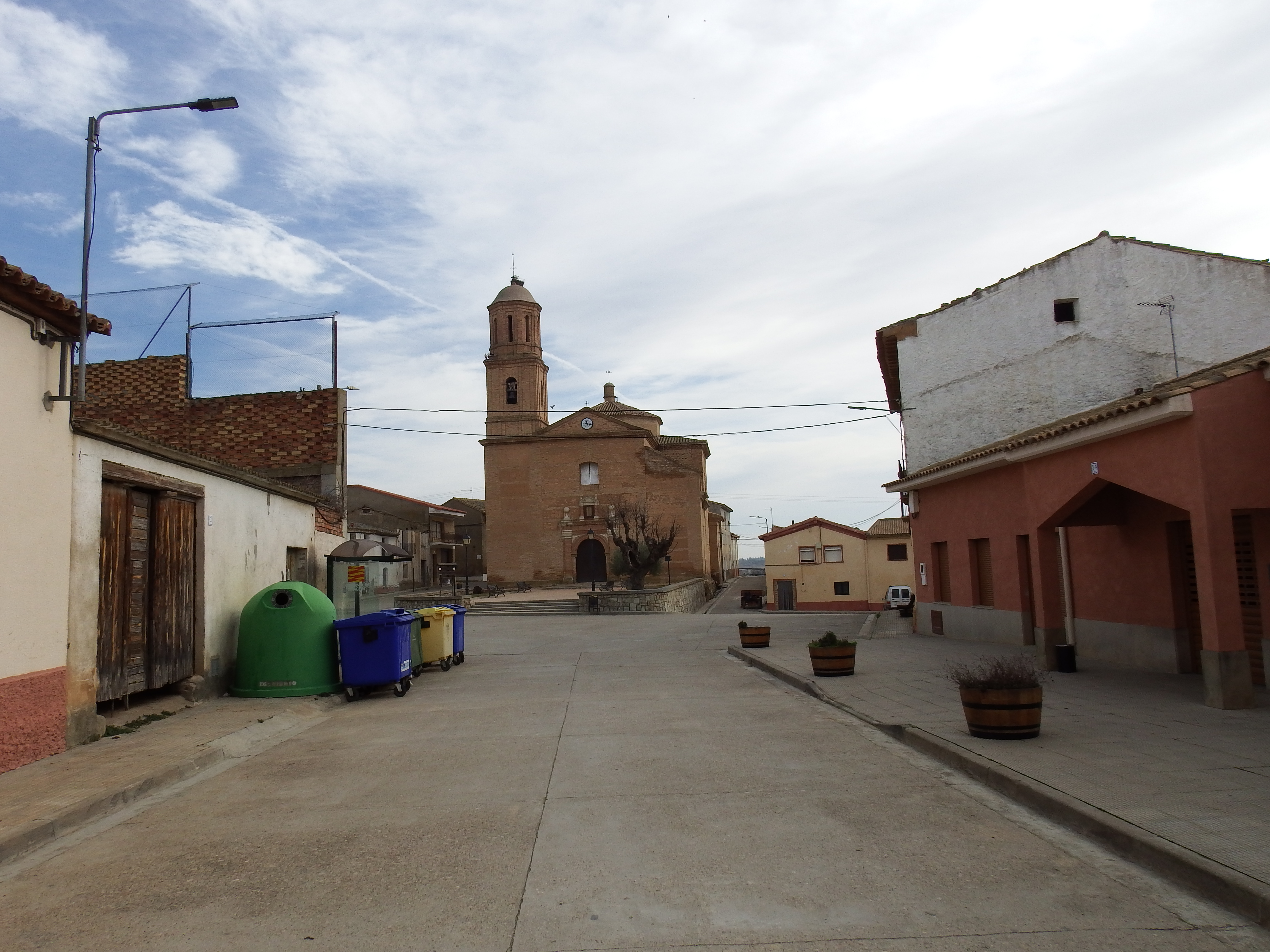

Альбалатільйо (ісп. Albalatillo) — муніципалітет в Іспанії, у складі автономної спільноти Арагон, у провінції Уеска. Населення — 234 особи (2009).
Муніципалітет розташований на відстані близько 330 км на північний схід від Мадрида, 49 км на південний схід від Уески.

## Демографія
Динаміка населення (INE ):